# Протапович, Александр Алексеевич
Александр Алексеевич Протапович (род. 16 августа 1996, Новотроицк, Оренбургская область) — российский хоккеист, нападающий.

## Биография
Отец Алексей и дядя Александр (род. 1966, братья-близнецы) играли в хоккей в низших лигах СССР и России.
Начинал заниматься хоккеем в «Соколе» Новочебоксарск, четыре месяца провёл в нижегородском «Торпедо», затем перешёл в школу казанского «Ак Барса». Сезон 2012/13 отыграл в команде МХЛ-Б «Ирбис». Сезон 2013/14, проведённый в команде OHL «Ниагара Айс Догз», посчитал для себя потерянным. С сезона 2014/15 играл в «Ирбисе» (МХЛ) и «Барсе» (ВХЛ). В сентябре 2015 года провёл три матча в КХЛ за «Ак Барс». 15 декабря 2017 года был обменян в «Автомобилист», стал играть за «Горняк» Учалы в ВХЛ. В сентябре 2019 года провёл два матча в КХЛ за «Автомобилист». В ноябре 2019 года перешёл в «Динамо» Рига. 4 мая 2020 года вернулся в «Автомобилист», подписав двусторонний однолетний контракт.8 мая 2021 года вновь подписал соглашение с «Динамо» Рига, провёл в сезоне 2021/22 11 матчей. 15 июня 2022 года заключил двустороннее однолетнее соглашение с хабаровским «Амуром». 7 октября, после шести сыгранных матчей, контракт был расторгнут. Провёл один матч в ВХЛ за «Дизель». 16 ноября подписал пробный, а 24 ноября — основной контракт с «Нефтехимиком». С сезона 2023/24 — в команде ВХЛ «Тамбов».
Серебряный призёр хоккейного турнира зимних юношеских Олимпийских игр 2012 года. Участник юниорского чемпионата мира 2014 года.